# Cincinnati Open 1989
Il Cincinnati Open 1989 è stato un torneo di tennis giocato sul cemento. È stata la 88ª edizione del Cincinnati Open, che fa parte del Nabisco Grand Prix 1989. Il torneo si è giocato a Cincinnati in Ohio negli USA, dal 14 al 20 agosto 1990.

## Campioni

### Singolare
Brad Gilbert ha battuto in finale  Stefan Edberg con il punteggio di 6–4, 2–6, 7–6

### Doppio
Ken Flach /  Robert Seguso hanno battuto in finale  Pieter Aldrich /  Danie Visser con il punteggio di 6–4, 6–4